# John Evelyn
John Evelyn (31 de Outubro de 1620 - 27 de Fevereiro de 1706) foi um escritor, diarista e jardineiro inglês.
Os diários ou memórias de Evelyn são em grande parte contemporâneos aos do outro notável diarista da época, Samuel Pepys, e lançam uma luz considerável sobre a arte, cultura e política da época (ele testemunhou as mortes de Carlos I e Oliver Cromwell, a última Grande Praga de Londres, e o Grande Incêndio de Londres, em 1666). Ao longo dos anos, o Diário de Evelyn tem sido ofuscado pelas crônicas de Pepys da vida do século XVII. Evelyn e Pepys se correspondiam com frequência e grande parte dessa correspondência foi preservada.
Evelyn também ficou conhecido por fundar a Royal Society